# Jussi Halla-aho
Jussi Kristian Halla-aho, född 27 april 1971 i Tammerfors, är en finsk slavistisk lingvist, bloggare och politiker, som mellan 2017 och 2021 var ordförande för Sannfinländarna. Sedan 2023 är han riksdagens talman.
Före sin tid som partiledare blev Halla-aho välkänd för sina texter som kritiserar de invandrings- och mångkulturspolicyer som antagits i Finland. 2008 startade han Hommaforum och samma år betecknade tidningen Aamulehti honom som den mest kända politiska bloggaren i Finland.
Halla-aho studerade vid Helsingfors universitet från 1995 till 2000. Han fortsatte som doktorand vid institutionen för slaviska och baltiska studier och blev 2006 filosofie doktor på en avhandling om fornkyrkoslavisk lingvistik.

## Politisk karriär
Halla-aho ställde 2007 upp i riksdagsvalet som obunden kandidat, men kom inte in.
Han valdes 2008 till ledamot av stadsfullmäktige i Helsingfors stad. Han kandiderade då för Sannfinländarna men var inte medlem av partiet förrän 2010. Han omvaldes till stadsfullmäktige 2012 och 2017.
I valet 2011 valdes han till ledamot av Finlands riksdag för Sannfinländarna. Han var ordförande för Förvaltningsutskottet, men lämnade ordförandeposten i juni 2012. I oktober 2013 utsågs han till ersättare i Finlands delegation i Europarådet.
I valet 2014 valdes han till ledamot av Europaparlamentet. Han lämnade posten i Finlands riksdag i samband med detta, och ersattes av Mika Raatikainen.
13 mars 2017 tillkännagav Halla-aho att han ställde upp som kandidat att bli Sannfinländarnas partiordförande efter Timo Soini. Vid partikongressen i Jyväskylä 10 juni 2017 valdes han till partiordförande. Halla-aho fick 56 procent av rösterna och vann därmed över den andra huvudkandidaten Sampo Terho.
Hallo-aho är sedan 2023 Finlands riksdags talman. Han var även Sannfinländarnas presidentkandidat i presidentvalet 2024 där han fick 19,0% i första omgången och slutade på tredje plats.

## Politiska uppfattningar
Halla-aho har fokuserat på invandringspolitik och nationalism och var kritisk till Timo Soini under dennes tid som partiordförande. Halla-aho har ansett att det är viktigare för Sannfinländarna att påverka den finländska invandringspolitiken än att sitta i regeringen.
Halla-aho har också uppmärksammats för provokativa och kompromisslösa uttalanden, som andra sannfinländare tagit avstånd från. 2011 stängdes han av från den sannfinländska partigruppen i riksdagen i två veckor efter ett uttalande på Facebook där han menade att Greklands skuldproblem inte kunde lösas utan en ny militärjunta.

## Dom och böter för bloggtexter
Texter på Halla-ahos blogg som han skrev 2008 ledde till att han fälldes för hets mot folkgrupp och brott mot trosfrid. Bakgrunden var fängelsedomen i maj 2008 mot Seppo Lehto, en finländsk högernationalistisk aktivist och bloggare. Domen föranledde Halla-aho att skriva att profeten Muhammed var en pedofil, med hänvisning till profetens äktenskap med Aisha, och att islam är en religion som stödjer pedofili. I en annan text frågade han om det kunde sägas att rån av förbipasserande och att leva på skattebetalarnas pengar är kulturella och möjligen genetiska särdrag hos somalier. Den senare texten var avsedd som ett svar till en kolumnist i Kaleva, som hade skrivit att supande och att mörda i berusat skick var kulturella och möjligen genetiska särdrag hos finnar.
I december 2008 startades en förundersökning mot Halla-aho efter en polisanmälan från Gröna förbundets kvinnoorganisation. 27 mars 2009 väcktes åtal i Helsingfors tingsrätt för hets mot folkgrupp och brott mot trosfrid. 8 september 2009 fällde tingsrätten Halla-aho för brott mot trosfrid, och dömde honom att betala 30 dagsböter, sammanlagt 330 euro. Han friades däremot från åtalet för hets mot folkgrupp.
I oktober 2010 fastställde Helsingfors hovrätt tingsrättens dom. Både åklagaren och Halla-aho överklagade hovrättens dom till Högsta domstolen, som beviljade prövningstillstånd i maj 2011. I sin dom 8 juni 2012 fällde Högsta domstolen Halla-aho både för brott mot trosfrid och hets mot folkgrupp och höjde hans straff till 50 dagsböter, sammanlagt 400 euro, samt beordrade honom att ta bort vissa texter från sin blogg.
Den fällande domen ledde bland annat till att Halla-aho lämnade posten som ordförande för Förvaltningsutskottet i riksdagen.

## Utmärkelser
- Riddartecknet av I klass av Finlands Vita Ros’ orden,  6 december 2019[29]
- Andra klass av Jaroslav den vises orden,  4 september 2023[30]

[Redigera Wikidata]

## Publikationer
- Halla-aho, Jussi: Kirjoituksia uppoavasta Lännestä, Jussi Halla-aho, 2009 ISBN 978-952-92-5213-8
- Halla-aho, Jussi: Problems of Proto-Slavic historical nominal morphology: On the basis of Old Church Slavic, Slavica Helsingiensia 26, Helsinki, Helsingfors universitet, Department of Slavonic Languages, 2006 ISBN 952-10-3012-7 (engelska)
- Halla-aho, Jussi: Two borrowings in Proto-Slavic; and a minor Balto-Slavic sound change, Journal of Indo-European Studies 33, s. 233-245, 2005. (engelska)
- Halla-aho, Jussi: The collapse of an early Proto-Indo-European ablaut pattern, Indogermanische Forschungen 110, s. 97-118, 2005. (engelska)
- Nuorluoto, Juhani & Leiwo, Martti & Halla-aho, Jussi (redaktörer): Papers in Slavic, Baltic and Balkan studies, Slavica Helsingiensia 21, Helsinki, University of Helsinki, Department of Slavonic and Baltic Languages and Literatures, 2001 ISBN 952-10-0246-8 (engelska)
- Halla-aho, Jussi: Old Church Slavic Manual, Helsinki, Jussi Halla-aho, 2006 (engelska) (finska)